# Valentin Onfroy
Valentin Onfroy, född 16 november 1993 i Verdun, är en fransk roddare. Hans bror Théophile Onfroy är också en roddare.

## Karriär
Vid EM 2016 i Brandenburg tog Onfroy brons i fyra utan styrman tillsammans med Benjamin Lang, Mickaël Marteau och sin bror Théophile Onfroy. Vid olympiska sommarspelen 2016 i Rio de Janeiro slutade de på 11:e plats i fyra utan styrman.
Vid EM 2017 i Račice tog Onfroy silver i tvåa utan styrman tillsammans med sin bror Théophile Onfroy. Vid EM 2018 i Glasgow tog de återigen silver tillsammans i tvåa utan styrman. Vid VM 2018 i Plovdiv tog de brons tillsammans i tvåa utan styrman.
Vid EM 2025 i Plovdiv tog Onfroy brons i fyra utan styrman tillsammans med Armand Pfister, Nikola Kolarevic och Téo Rayet.